# Хардинг, Карл Людвиг
Ка́рл Лю́двиг Ха́рдинг (нем. Karl Ludwig Harding; 29 сентября 1765, Лауэнбург — 31 августа 1834, Гёттинген) — немецкий астроном, открывший астероид Юнона.

## Биография
Карл Людвиг Хардинг родился 29 сентября 1765 года в городе Лауэнбурге.
В 1804-м году Иоганн Иеронимус Шрётер нанял Хардинга в качестве репетитора для своего сына. В том же году Хардинг открыл Юнону в обсерватории Шрётера. Позже Хардинг работал в Геттингене помощником Гаусса.
Помимо Юноны, Хардинг открыл три кометы и опубликовал Atlas novus coelestis, звёздный каталог с 120 000 звёздами.
Карл Людвиг Хардинг умер 31 августа 1834 года в городе Гёттингене.
Кратер Хардинг на Луне назван в его честь, так же как и астероид 2003 Хардинг.